# Элита: рассказы
«Элита: Рассказы» (исп. Élite: historias breves) — испанский мини-сериал Netflix, созданный на основе телесериала «Элита». Сериал вышел с 14 по 17 июня 2021 года и продлен на второй сезон с 15 по 23 декабря 2021 года. Производство Zeta Ficción TV и также созданный Карлосом Монтеро и Дарио Мадроной и поставленный Дани де ла Орденом и Хорхе Торрегроссой, для расширения повествовательной вселенной оригинального сериала.
Первый сезон «Элита: рассказы», состоящий из четырёх историй по три части в каждой, повествует о судьбе главных героев «Элиты». Молодые люди, вдали от школы, должны научиться жить с призраками прошлого и неопределенностью начала нового курса в Лас-Энсинас. Сюжет разворачивается после окончания третьего сезона и до начала действий четвертого сезона.
В октябре 2021 года сериал был продлен на второй сезон, в котором будут представлены три истории, рассказывающие о том, как студенты празднуют Рождество вдали от Лас-Энсинаса.
В сериале снимаются Мигель Бернардо, Джорджина Аморос, Клаудия Салас, Омар Аюсо, Арон Пипер и Итзан Эскамилья, а также возвращение Эстер Экспосито, Мины эль Хаммани и Хорхе Клементе. Во втором сезоне Ману Риос, Карла Диас, Мартина Каридди, Пол Гранч присоединяются к Аморосу, Саласу, Аюсо и Эскамилле, а Алекс Моннер в качестве гостя из «Элиты».

## Сюжет

### Первый сезон
После убийства Поло летом происходят четыре истории. Молодые люди, находящиеся вдали от школы, должны научиться жить с призраками прошлого и неопределенностью начала нового курса в Лас-Энсинасе. Ребе устраивает камерную вечеринку в своём новом доме, но всё становится драматичным, когда на сцену выходят наркотики и неожиданные посетители. Пока Надя возвращается в Испанию на свадьбу сестры, она не знает, хочет ли увидеть Гусмана. С другой стороны, Андер, теперь, когда рак находится в стадии ремиссии, решает провести лето с Алексис, своим партнёром по химиотерапии, и помочь ему в лечении. В то время как Сэмюэл пытается совершить великолепный романтический жест, чтобы убедить Карлу не ехать в Лондон.

### Второй сезон
Вдали от школы, во время зимних каникул, происходят три новые истории, пока ученики Лас Энсинас празднуют Рождество. В тот момент, когда Каэтана пытается забыть о своем бывшем парне с помощью своего нового друга Фелипе, принц снова появляется в её жизни, а Самуэль вот-вот потеряет дом своего детства, и Омар предлагает заманчивую идею по сбору денег. А поездка Патрика в хижину в лесу во время каникул имеет неожиданные и, главное, заоблачные последствия.

## В ролях
- Мигель Бернардо в роли Гусмана Нунье (1 сезон).
- Клаудия Салас в роли Ребекки Паррилла.
- Джорджина Аморос в роли Каэтаны Грахеры.
- Мина Эль Хаммани в роли Нади Шаны (1 сезон).
- Омар Аюсо, как Омар Шанаа.
- Арон Пипер в роли Андера Муньоса (1 сезон).
- Хорхе Клементе в роли Алексиса Фернандеса (1 сезон).
- Эстер Экспосито в роли Карлы Розон (1 сезон).
- Итзан Эскамилла в роли Самуэля Гарсиа.
- Пол Гранч в роли Филиппа фон Тризенберга (2 сезон).
- Рэйчел Ласкар в роли Эстефании фон Тризенберг (2 сезон).
- Селия Састре в роли Лары (2 сезон).
- Алекс Моннер в роли Фелипе (2 сезон).
- Иван Пеллисер в роли Бени (2 сезон).
- Диего Мартин в роли Бенхамина Бланко (2 сезон).
- Ману Риос в роли Патрика Бланко (2 сезон).
- Карла Диас в роли Ари Бланко (2 сезон).
- Мартина Каридди в роли Менсии Бланко (2 сезон).

## Эпизоды

### Первый сезон (2021)[9]
| № общий | № в сезоне | Название                                 | Режиссёр          | Автор сценария | Дата премьеры  |
| ------- | ---------- | ---------------------------------------- | ----------------- | -------------- | -------------- |
| 1       | 13         | «Гусман Кайе Ребе» «Guzmán Caye Rebe»    | Дани де ла Орден  | Карлос Монтеро | 14 июня 2021   |
| 2       | 46         | «Надя Гусман» «Nadia Guzmán»             | Дани де ла Орден  | Карлос Монтеро | 15 июня 2021   |
| 3       | 79         | «Омар Андер Алексис» «Omar Ander Alexis» | Хорхе Торрегросса | Дарио Мадрона  | 16 июня 2021   |
| 4       | 1012       | «Карла Сэмюэль» «Carla Samuel»           | Хорхе Торрегросса | Дарио Мадрона  | 5 октября 2018 |

### Второй сезон (2021)[10]
| № общий | № в сезоне | Название                                   | Режиссёр               | Автор сценария | Дата премьеры   |
| ------- | ---------- | ------------------------------------------ | ---------------------- | -------------- | --------------- |
| 5       | 1315       | «Филипп Кэй Фелипе» «Phillipe Caye Felipe» | Люсия Алемани          | Карлос Монтеро | 15 декабря 2021 |
| 6       | 1618       | «Сэмюэль Омар» «Samuel Omar»               | Люсия Алемани          | Карлос Монтеро | 20 декабря 2021 |
| 7       | 1921       | «Патрик» «Patrick»                         | Эдуардо Шаперо-Джексон | Карлос Монтеро | 23 декабря 2021 |

## Производство
13 мая объявлено, что у «Элиты» будет первый в истории Netflix спин-офф — мини-сериал под названием «Элита: рассказы», состоящий из четырёх историй, состоящих из трёх частей каждая, премьера которого состоится 2021 году. Было подтверждено, что у мини-сериала будет второй сезон из 9 глав, состоящий из трёх новых историй, премьера которых состоится с 15 по 23 декабря 2021 года.

### Подбор актёров
13 мая 2021 года было объявлено, что Эстер Экспосито и Мина Эль Хаммани возвращаются в сериал, чтобы появиться в спин-оффе, куда также присоединяется актер Хорхе Клементе, уже появившийся в актёрском составе второго плана третьего сезона. Актерский состав «Элиты: рассказы» в первом сезоне пополнился Мигелем Бернардо, Ицаном Эскамильей, Ароном Пайпером, Омаром Аюсо, Клаудией Салас и Джорджиной Аморос. Фариба Шейхан, чей персонаж упоминался в первом сезоне оригинального сериала, присоединяется к актерскому составу второго плана. Во втором сезоне Алекс Моннер присоединяется в качестве гостя из художественного фильма «Элита», где Ману Риос, Карла Диас, Мартина Каридди и Пол Гранч присоединяются к ветеранам Джорджине Аморос, Клаудии Салас, Омару Аюсо и Ицану Эскамилье. Иван Пеллисер и Селия Састре присоединятся к актерскому составу второго плана второго сезона мини-сериала.

### Съёмки
Съёмки мини-сериала начались 9 октября 2020 года, в разгар пандемии COVID-19. Для производства и разработки этого контента была привлечена большая часть технической и художественной команды, работавшей над первыми тремя сезонами «Элиты», чтобы обеспечить стилистическое единообразие и высокие стандарты качества. Таким образом, продюсерское руководство, художественное руководство, управление звуком, костюмы и грим перешли от команды, которая ранее работала над оригинальным сериалом.

## Внешние ссылки
- Élite Historias Breves: Guzmán Caye Rebe en Internet Movie Database (en inglés).
- Élite Historias Breves: Nadia Guzmán en Internet Movie Database (en inglés).
- Élite Historias Breves: Omar Ander Alexis en Internet Movie Database (en inglés).
- Élite Historias Breves: Carla Samuel en Internet Movie Database (en inglés).
- Élite: Historias Breves en Filmaffinity.